# Lista de formatos da Copa Davis
Segue a lista com o histórico de formatos da Copa Davis/International Lawn Tennis Challenge.

## Presente–2020
O novo formato foi apresentado em 2019, sendo totalmente implementado em 2020-21.
O caminho para o título, chamado de Finais, começa no Qualificatório, uma fase preliminar, que define parte das participantes do evento principal. Este acontece meses depois, em local único e curto período, com fase de grupos e eliminatória. Conta com as classificadas de início de temporada, as melhores da edição passada e, geralmente, convidada(s) e equipe da casa.
Em 2022, as fases de grupo e eliminatória foram separados em semanas e sedes diferentes. A primeira é multisede, enquanto a decisiva continua a ocorrer em única cidade.
Nesse período, os grupos I e II (Mundiais) aumentaram os jogos internacionais, enquanto os III, IV e até IV foram destinados às zonas regionais, sendo os números representando as divisões e, por exemplo, o III sendo reproduzido para continente X, Y e Z.
| 18 equipes | 7 dias | Sede única | Fase de grupos e eliminatórias | Até 3 jogos por confronto |

| 24 equipes | 2 dias | 12 confrontos mandantes x visitantes | Até 5 jogos por confronto |

| 24 equipes | 2 dias | 12 confrontos mandantes x visitantes | Até 5 jogos por confronto |

| 24 equipes | 2 dias | 12 confrontos mandantes x visitantes | Até 5 jogos por confronto |

| 24 equipes | 2 dias | 12 confrontos mandantes x visitantes | Até 5 jogos por confronto |

| 24 equipes | 2 dias | 12 confrontos mandantes x visitantes | Até 5 jogos por confronto |

| Grupo III \| Nº de equipes variável \| 4 dias, em média \| Sedes \| Fase de grupos \| Junho, julho ou setembro \| Até 3 jogos por confronto \| |                  |              |                |                          |                           |
| África | Américas         | Ásia/Oceania | Europa         |                          |                           |
| Nº de equipes variável | 4 dias, em média | Sedes        | Fase de grupos | Junho, julho ou setembro | Até 3 jogos por confronto |

| Grupo IV \| Nº de equipes variável \| 4 dias, em média \| Sedes \| Fase de grupos \| Junho, julho ou setembro \| Até 3 jogos por confronto \| |                  |        |                |                          |                           |
| África | Ásia/Oceania     | Europa |                |                          |                           |
| Nº de equipes variável | 4 dias, em média | Sedes  | Fase de grupos | Junho, julho ou setembro | Até 3 jogos por confronto |

## 2019
Após a entrada de novos investidores, o torneio passou por uma mudança significativa, começando pelas divisões mais altas, trocando eliminatórias em várias partes do mundo por um evento único e de sede fixa no final do ano, chamado de Finais. O acesso a ele passa a ser pelo Qualificatório, no início da temporada com confrontos simples em que quem ganha se classifica para o evento principal e quem perde é rebaixado.
Os jogos, que eram melhor de cinco sets nos Grupos Mundial, I e II, passaram a ser melhor de três em todas as divisões.
| 18 equipes | 7 dias | Sede única | Fase de grupos e eliminatórias | Até 3 jogos por confronto |

| 24 equipes | 2 dias | 12 confrontos mandantes x visitantes | Até 5 jogos por confronto |

| Grupo I \| Nº de equipes variável \| 4 a 6 dias \| Confrontos mandantes x visitantes \| Setembro \| Até 5 jogos por confronto \| |              |                                   |          |                           |
| Américas | Ásia/Oceania | Europa/África                     |          |                           |
| Nº de equipes variável | 4 a 6 dias   | Confrontos mandantes x visitantes | Setembro | Até 5 jogos por confronto |

| Grupo II \| Nº de equipes variável \| 4 a 6 dias \| Confrontos mandantes x visitantes \| Abril ou setembro \| Até 5 jogos por confronto \| |              |                                   |                   |                           |
| Américas | Ásia/Oceania | Europa/África                     |                   |                           |
| Nº de equipes variável | 4 a 6 dias   | Confrontos mandantes x visitantes | Abril ou setembro | Até 5 jogos por confronto |

| Grupo III \| Nº de equipes variável \| 4 a 6 dias \| Sedes \| Fase de grupos \| Junho ou setembro \| Até 3 jogos por confronto \| |            |              |                |                   |                           |
| África | Américas   | Ásia/Oceania | Europa         |                   |                           |
| Nº de equipes variável | 4 a 6 dias | Sedes        | Fase de grupos | Junho ou setembro | Até 3 jogos por confronto |

| Grupo IV \| Nº de equipes variável \| 4 dias \| Sedes \| Fase de grupos \| Junho, julho ou setembro \| Até 3 jogos por confronto \| |              |        |                |                          |                           |
| África | Ásia/Oceania | Europa |                |                          |                           |
| Nº de equipes variável | 4 dias       | Sedes  | Fase de grupos | Junho, julho ou setembro | Até 3 jogos por confronto |

## 2018–
Quatro fases eliminatórias no evento principal, chamado de Grupo Mundial, que durava o ano todo. Os derrotados na primeira fase entram automaticamente nos play-offs, que definem os promovidos e rebaixados da edição seguinte. Grupos I ao IV são regionais, chamados alternativamente de Zonais.
| 16 equipes | 3 dias por data | Confrontos mandantes x visitantes | Eliminatórias | Até 5 jogos por confronto |

| 16 equipes                          | 3 dias                    |
| 8 confrontos mandantes x visitantes | Até 5 jogos por confronto |

| Grupo I \| Nº de equipes variável \| Até 6 dias \| Eliminatórias \| Datas variam conforme continente \| Até 5 jogos por confronto \| |              |               |                                  |                           |
| Américas | Ásia/Oceania | Europa/África |                                  |                           |
| Nº de equipes variável | Até 6 dias   | Eliminatórias | Datas variam conforme continente | Até 5 jogos por confronto |

| Grupo II \| Nº de equipes variável \| Até 6 dias \| Eliminatórias \| Datas variam conforme continente \| Até 5 jogos por confronto \| |              |               |                                  |                           |
| Américas | Ásia/Oceania | Europa/África |                                  |                           |
| Nº de equipes variável | Até 6 dias   | Eliminatórias | Datas variam conforme continente | Até 5 jogos por confronto |

| Grupo III \| Nº de equipes variável \| Até 6 dias \| Sedes \| Fase de grupos e eliminatórias \| Datas variam conforme continente \| Até 3 jogos por confronto \| |            |              |                                |                                  |                           |
| África | Américas   | Ásia/Oceania | Europa                         |                                  |                           |
| Nº de equipes variável | Até 6 dias | Sedes        | Fase de grupos e eliminatórias | Datas variam conforme continente | Até 3 jogos por confronto |

| Grupo IV \| Nº de equipes variável \| Até 6 dias \| Sedes \| Fase de grupos e eliminatórias \| Datas variam conforme continente \| Até 3 jogos por confronto \| |            |       |                                |                                  |                           |
| Ásia/Oceania |            |       |                                |                                  |                           |
| Nº de equipes variável | Até 6 dias | Sedes | Fase de grupos e eliminatórias | Datas variam conforme continente | Até 3 jogos por confronto |